# Romuald Traugutt

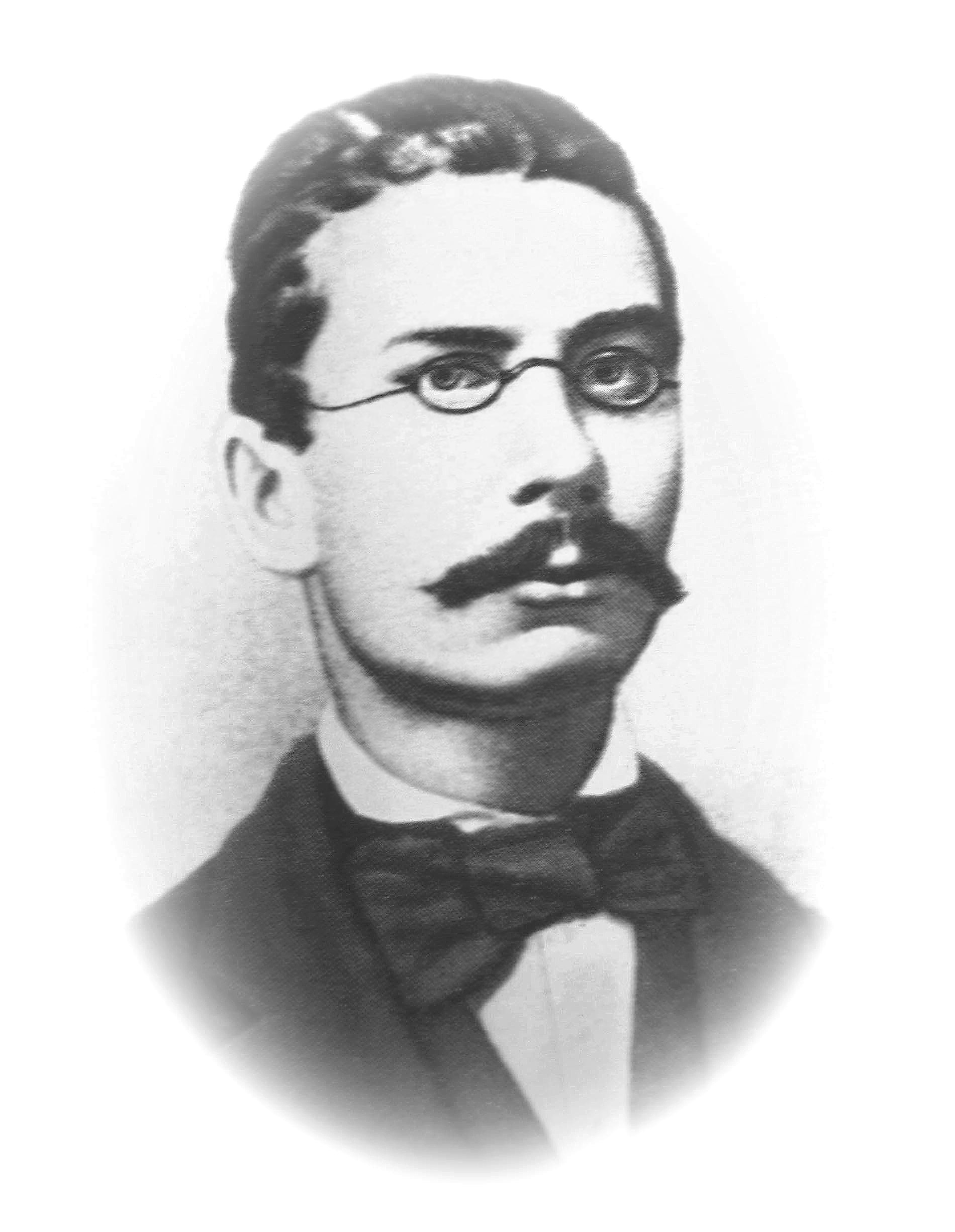
Romuald Traugutt

Romuald Traugutt (* 16. Januar 1826 in Szostakowo; † 5. August 1864 in Warschau) war ein polnischer General, der die polnischen Truppen während des Januaraufstandes in den Jahren 1863 und 1864 befehligte. Vom Oktober 1863 bis zum August 1864 war er als sogenannter „Diktator“ der Führer der polnischen Aufstandsregierung sowie Vorsitzender des Außenministeriums.

## Leben
Traugutt wurde am 16. Januar 1826 im Dorf Szostakowo im heutigen Belarus geboren. Er stammte aus einer deutsch-polnischen Familie, die sich in der damals zum Königreich Polen gehörenden Region Polesien niedergelassen hatte. Der deutsche Teil seiner Vorfahren war ursprünglich aus Sachsen nach Warschau übergesiedelt. Sein Großvater kam als Gardeoffizier des sächsischen Kurfürsten und polnischen Königs August des Starken (1670–1733) nach Polen.
Vor dem Januaraufstand, der sich gegen das seit dem späten 18. Jahrhundert in Polen herrschende Russische Kaiserreich richtete, diente Traugutt als Oberstleutnant in der Kaiserlichen Russischen Armee. Er nahm an mehreren Feldzügen teil und wurde von Kaiser Alexander II. unter anderem für seine Leistungen im Krimkrieg ausgezeichnet.
Ursprünglich engagierte sich Traugutt weder politisch, noch zählte er zu den aktiven Befürwortern einer polnischen Unabhängigkeit vom Russischen Kaiserreich. Erst das Auftreten der russischen Behörden gegenüber der polnischen Bevölkerung sowie die politische Stimmung unter seinen engsten Vertrauten zwangen ihn zum Eintritt in den Kampf. Nach dessen Niederschlagung wurde er von den russischen Behörden zum Tode verurteilt und am 5. August 1864 im Alter von 38 Jahren in der Warschauer Zitadelle gehängt. Mit ihm zusammen wurden weitere polnische Führungspersönlichkeiten des Januaraufstandes hingerichtet: Rafał Krajewski, Józef Toczyski, Roman Żuliński und Jan Jeziorański.

## Nachleben und Ehrungen
In Polen wird Traugutts vielerorts gedacht, so befindet sich in Ciechocinek ein ihm gewidmetes Denkmal. In Warschau gibt es den Traugutt-Park, in dem sich auch ein Mahnmal für ihn befindet. In Breslau, Gubin, Krakau, Lodz und in der Innenstadt Warschaus gibt es nach ihm benannte Straßen. Das Museum im X. Pavillon der Zitadelle Warschau würdigt Traugutt mit einer ihm zugeschriebenen Gefängniszelle.
Traugutts Konterfei befand sich auf der Vorderseite der von 1978 bis 1994 gültigen 20-Złoty-Banknote.
Die Katholische Kirche plant, ihn wegen seiner Gläubigkeit und Heimatliebe seligzusprechen. Kardinal Stefan Wyszyński unterstützte das Vorhaben.